# Nosotros Moderados
Nosotros Moderados (en italiano: Noi moderati, abreviado NM) es un partido político italiano de centro, liderado por Maurizio Lupi.

## Historia
Nosotros Moderados se lanzó como lista electoral conjunta dentro de la coalición de centroderecha en las elecciones generales de 2022, siendo formada por: Nosotros con Italia (NcI), Italia en el Centro (IaC), la Unión de Centro (UdC) y Coraje Italia (CI).  Tras las elecciones, NM formó grupos parlamentarios tanto en la Cámara de Diputados como en el Senado, gracias a la afluencia de algunos electos en las listas de Hermanos de Italia y a la alianza con el Movimiento Asociativo Italianos en el Exterior (MAIE).
La lista se convirtió en partido unitario en mayo de 2023. Maurizio Lupi, líder de NcI, es el líder y presidente del partido, mientras que Giovanni Toti, líder de IaC y presidente de la Región de Liguria, fue elegido presidente del consejo nacional en el primer congreso de NM, celebrado en octubre de 2023. En enero de 2024, Italia de los Valores (Idv) se unió a NM y su líder, Ignazio Messina, se convirtió en el nuevo portavoz del partido.